# Mesko
 (juillet 2022).
Si vous disposez d'ouvrages ou d'articles de référence ou si vous connaissez des sites web de qualité traitant du thème abordé ici, merci de compléter l'article en donnant les références utiles à sa vérifiabilité et en les liant à la section « Notes et références ».
Mesko est une société polonaise de technologie de défense fondée en 1922, opérant à partir du 25 août 1924 sous le nom de Państwowa Fabryka Amunicji (Usine nationale de munitions), puis Zakłady Metalowe MESKO SA (Usine de métaux MESKO SA). À l’heure actuelle, la société produit diverses munitions. Son siège social est à Skarżysko-Kamienna, en Pologne.
Dans le passé, l’usine était un fabricant d’appareils électroménagers, car à l’époque communiste, elle appartenait au syndicat des industries « Predom ». Elle fait actuellement partie du groupe polonais d’armement (Polska Grupa Zbrojeniowa), auparavant du groupe Bumar-Łabędy.

## Produits actuels
- Grom : MANPADS
- Piorun : MANPADS
- SPIKE-LR – Missile antichar guidé
- NLPR-70 : Roquette non guidée pour une utilisation à des fins air-sol
- Diverses munitions pour armes légères
- Missile antichar Pirat
- Missile antichar Moskit

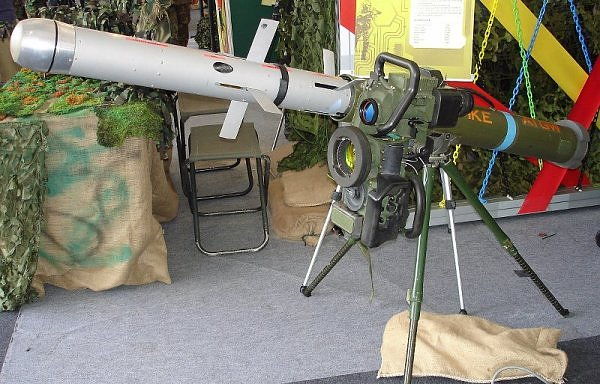
Missile antichar Spike-LR
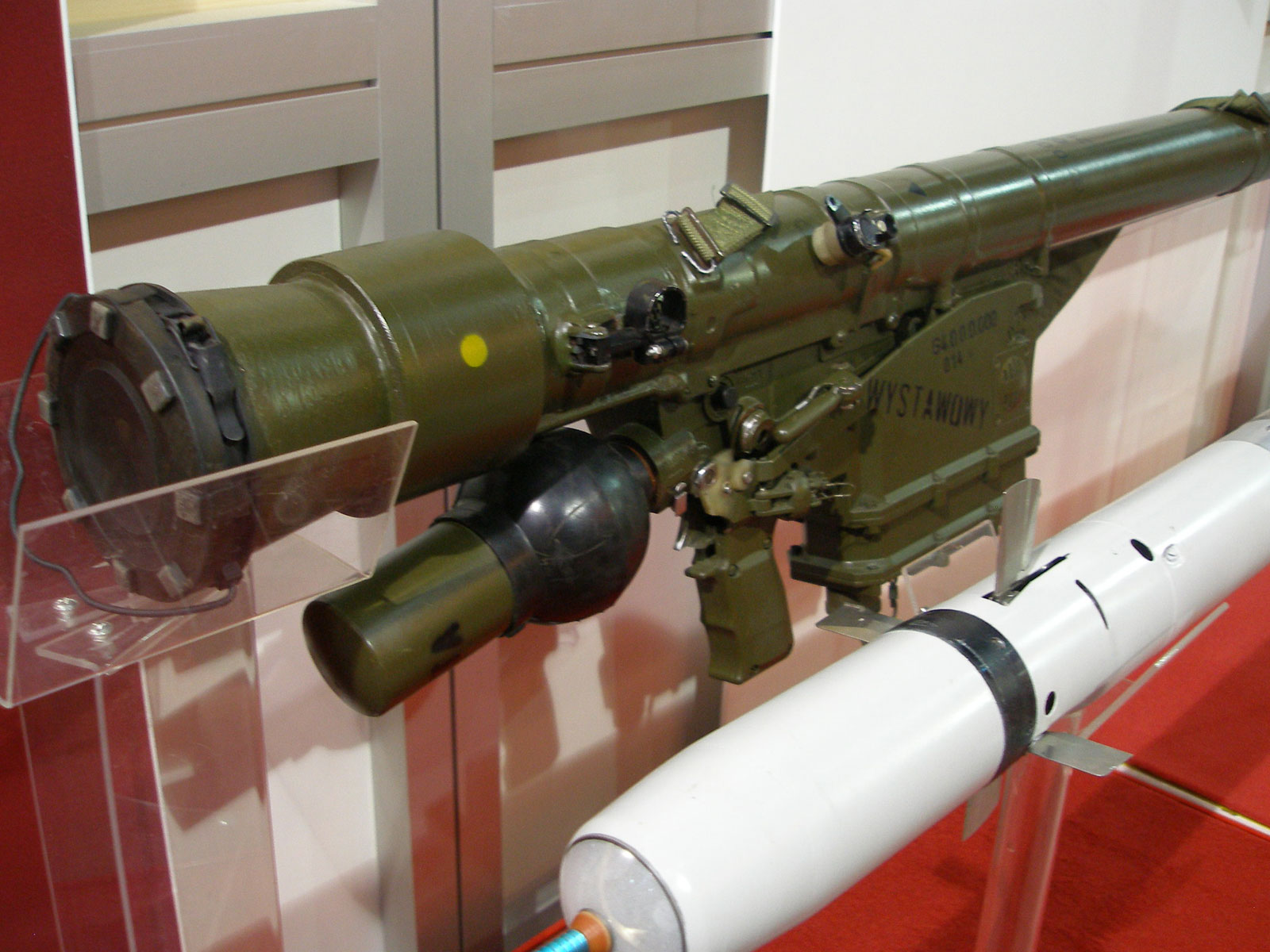
Système de défense aérienne portatif Grom
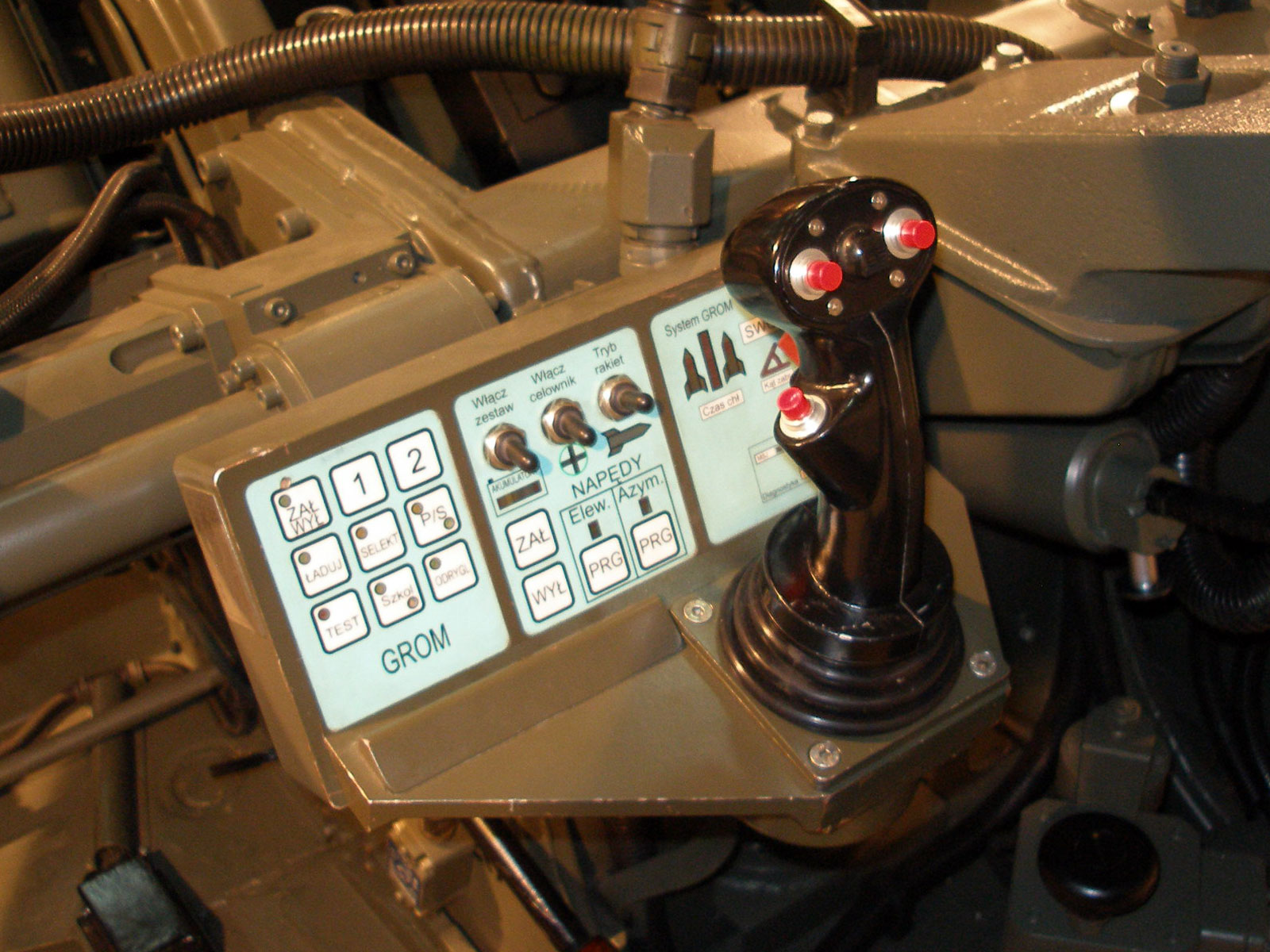
Panneau de commande du Grom